# 基爾諾吉鄉
44°7′N 26°35′E / 44.117°N 26.583°E
基爾諾吉鄉（羅馬尼亞語：Comuna Chirnogi, Călărași），是羅馬尼亞的鄉份，位於該國南部，由克勒拉希縣負責管轄，面積167平方公里，海拔高度18米，2007年人口7,981，人口密度每平方公里48人。